# Кућа у Карађорђевој улици бр. 69 у Новом Саду
Кућа у Карађорђевој улици бр. 69 у Новом Саду позната и као Кућа Вајиних представља непокретно културно добро као споменик културе.
Кућа је подигнута је у првој половини 19. века у старом делу Новог Сада, званом Салајка, који је у време његовог настанка још био сеоска периферија – основана у другој половини 18. века као део града који су Срби најкасније населили. Кућа Вајиних представља развијену кућу панонског типа, грађену набојем, изразито правоугаоне основе, двосливног крова покривеног трском и наглашеном надстрешницом дуж главне, подужне стране. 
Сведочећи својим настанком о оном делу урбаног развоја Новог Сада формираном на „паорској” основи, кућа Вајиних, као типична кућа панонског поднебља, представља најчешћи модел традиционалног сеоског стана Војводине.